# Esnes-en-Argonne
Esnes-en-Argonne ist eine französische Gemeinde mit 135 Einwohnern (Stand: 1. Januar 2022) im Département Meuse in der Region Grand Est (vor 2016: Lothringen). Die Gemeinde gehört zum Arrondissement Verdun, zum Kanton Clermont-en-Argonne und zum Gemeindeverband Argonne-Meuse. 

## Geographie
Esnes-en-Argonne liegt etwa 18 Kilometer westnordwestlich von Verdun.
Umgeben wird Esnes-en-Argonne von den Nachbargemeinden Malancourt im Nordwesten und Norden, Béthincourt im Norden und Nordosten, Cumières-le-Mort-Homme im Nordosten, Chattancourt im Osten, Montzéville im Süden sowie Avocourt im Südwesten und Westen.

## Bevölkerungsentwicklung
| Jahr                       | 1962 | 1968 | 1975 | 1982 | 1990 | 1999 | 2006 | 2011 | 2019 |
| Einwohner                  | 172  | 157  | 126  | 112  | 104  | 113  | 125  | 132  | 136  |
| Quellen: Cassini und INSEE |      |      |      |      |      |      |      |      |      |

## Sehenswürdigkeiten
- Kirche Saint-Martin, 1861 erbaut, im Ersten Weltkrieg zerstört, 1927 wieder errichtet

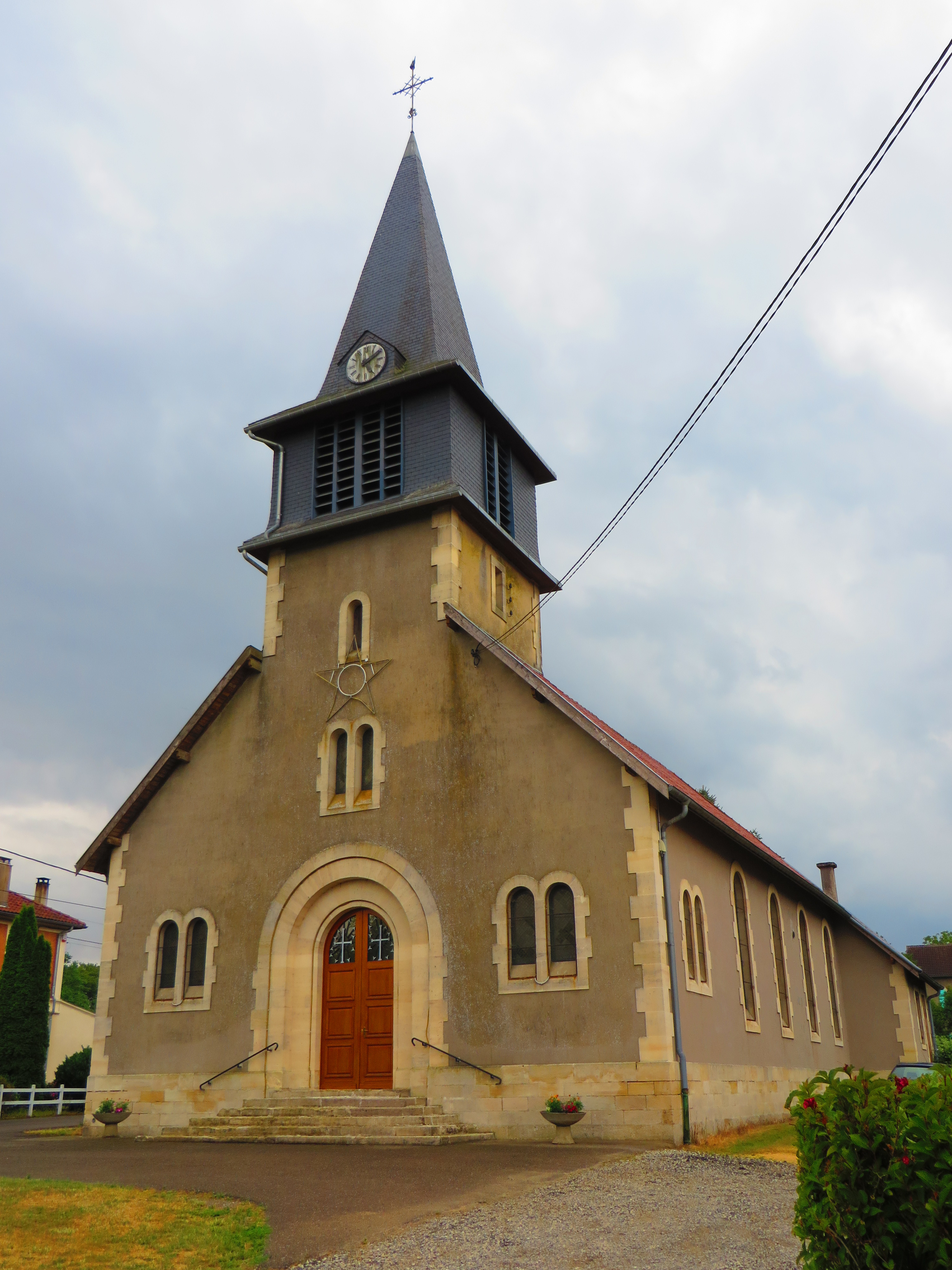
Kirche Saint-Martin

- französischer Nationalfriedhof